# Brzeźce (województwo opolskie)
Brzeźce (niem. Birken, dodatkowa nazwa w j. niem. Brzezetz) – wieś w Polsce, położona w województwie opolskim, w powiecie kędzierzyńsko-kozielskim, w gminie Bierawa.
Przez Brzeźce przechodzi droga wojewódzka nr 408.

## Nazwa
Według niemieckiego językoznawcy Heinricha Adamy’ego nazwa miejscowości pochodzi od polskiej nazwy na "brzeg rzeki". W swoim dziele o nazwach miejscowych na Śląsku wydanym w 1888 roku we Wrocławiu jako starszą od niemieckiej wymienia staropolską nazwę - Brzesz podając jej znaczenie "Ort am Ufer (Strandort)" czyli po polsku "Miejscowość nad brzegiem, na plaży". Badacz zalicza nazwę wsi do grupy miejscowości, których nazwa wywodzi się od położenia w pobliżu zbiorników wodnych "Ortsnamen von den tiesen Lage am Wasser und Sumpfe". Niemcy początkowo zgermanizowali nazwę na  Brzezetz, a później na Birken w wyniku czego utraciła ona swoje pierwotne znaczenie.
Niemiecka nazwa urzędowa miejscowości to Birken; nazwą tą zastąpiono wcześniejszą nazwę – Brzezetz. W alfabetycznym spisie miejscowości na terenie Śląska wydanym w 1830 roku we Wrocławiu przez Johanna Knie wieś występuje pod polską nazwą Brześć oraz zgermanizowaną Brzezetz.
Wedle Leksykonu Polactwa w Niemczech zmiana ta miała miejsce w 1936 roku, a wedle Słownika nazw miejscowych Górnego Śląska – w 1939 roku, ale serwis territorial.de wymienia nazwę Birken już 1 marca 1932 roku, podobnie jak serwis Deutsche Verwaltungsgeschichte, potwierdza istnienie tej nazwy w 1933 roku, natomiast nie wspomina o nazwie Brzezetz. 12 listopada 1946 r. nadano miejscowości polską nazwę Brzeżce.

## Historia
Najstarsze wzmianki o miejscowości Brzeźce pochodzą z 1246 roku. Książę Mieszko Opolski przepisał wówczas w testamencie miejscowość Breze klasztorowi dominikanów z Raciborza.
W 1871 r. Brzeźce przyłączono do powiatu kozielskiego. Od XIX w. do 1933 na wizerunku pieczęci gminnej przedstawiono siedem kłosów zboża pomiędzy dwoma sierpami skierowanymi do środka pola.
Wedle spisu z 1 grudnia 1910 r. w miejscowości mieszkało 797 Polaków. Do głosowania podczas plebiscytu uprawnionych było w Brzeźcach 561 osób, z czego 500, ok. 89,1%, stanowili mieszkańcy (w tym 492, ok. 87,7% całości, mieszkańcy urodzeni w miejscowości). Oddano 560 głosów (ok. 99,8% uprawnionych), w tym 554 (ok. 98,9%) ważne; za Niemcami głosowały 302 osoby (ok. 53,9%), a za Polską 252 osoby (45%). W obszarze dworskim rozkład głosów prezentował się następująco: uprawnionych było 39 osób, z czego 39, 100%, stanowili mieszkańcy (w tym 39, 100% całości, mieszkańcy urodzeni w obszarze dworskim). Oddano 39 głosów (100% uprawnionych), w tym 39 (100%) ważnych; za Niemcami głosowało 29 osób (ok. 74,4%), za Polską 10 osób (ok. 25,6%). W 1933 r. w miejscowości mieszkało 1055 osób, a w 1939 r. – 1072 osoby.
W latach 1954–1961 wieś należała i była siedzibą władz gromady Brzeźce, po jej zniesieniu w gromadzie Bierawa. 

## Zabytki
- Kaplica z ołtarzem rokokowym i obrazem Jadwigi Śląskiej, wybudowana w 1786 roku. Przy kaplicy stoi krzyż.

## Galeria

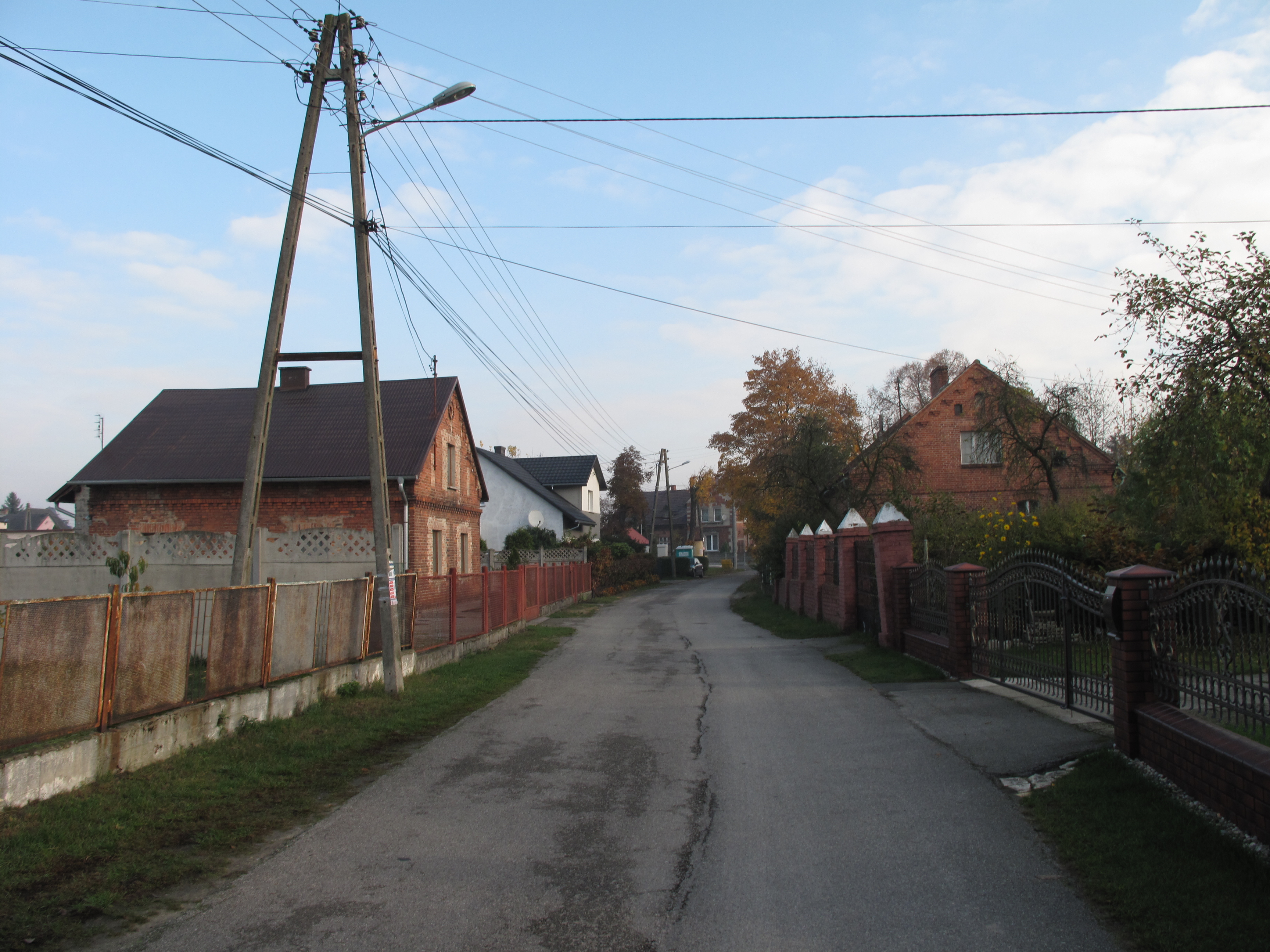
Ulica
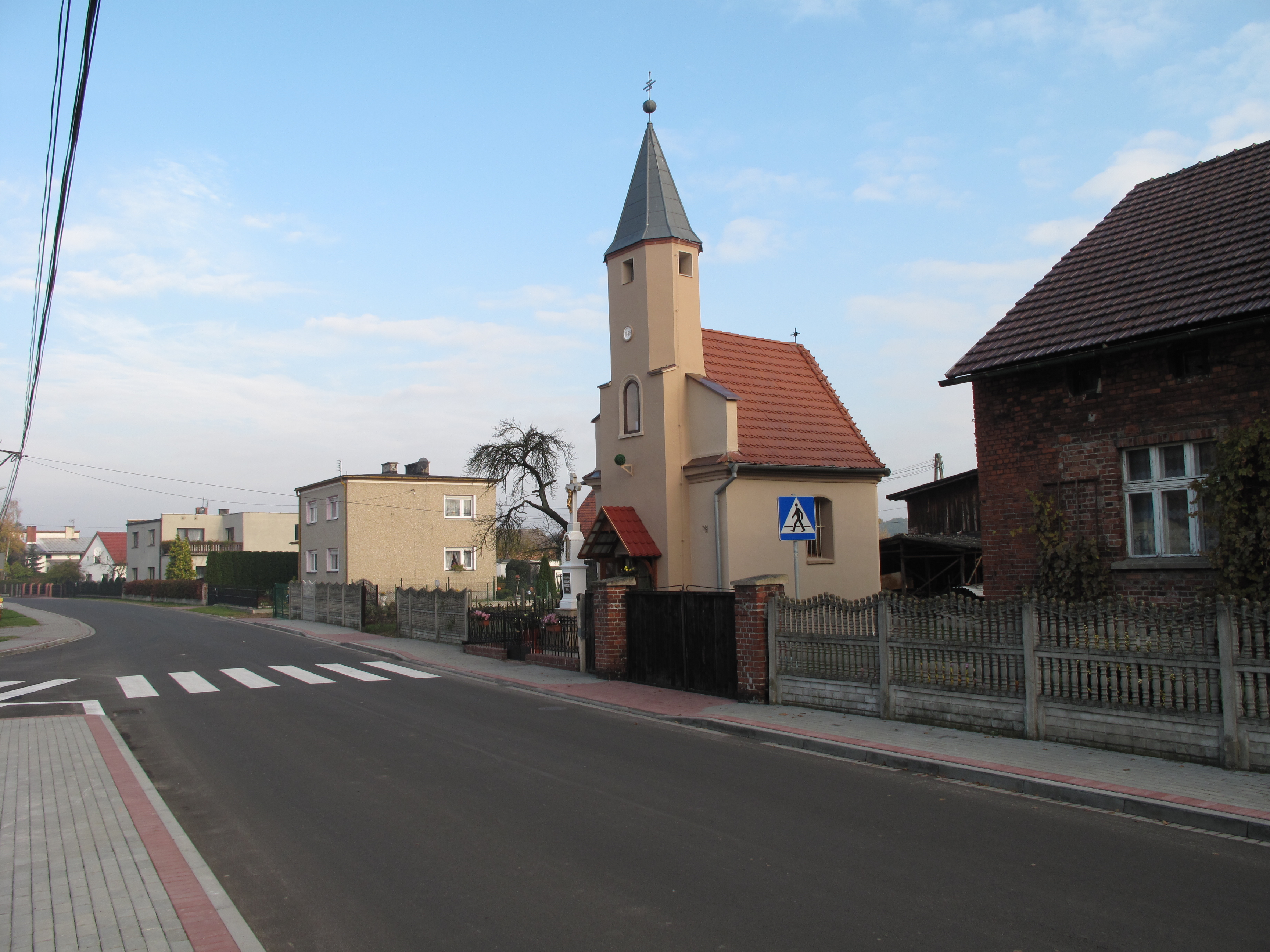
Kaplica
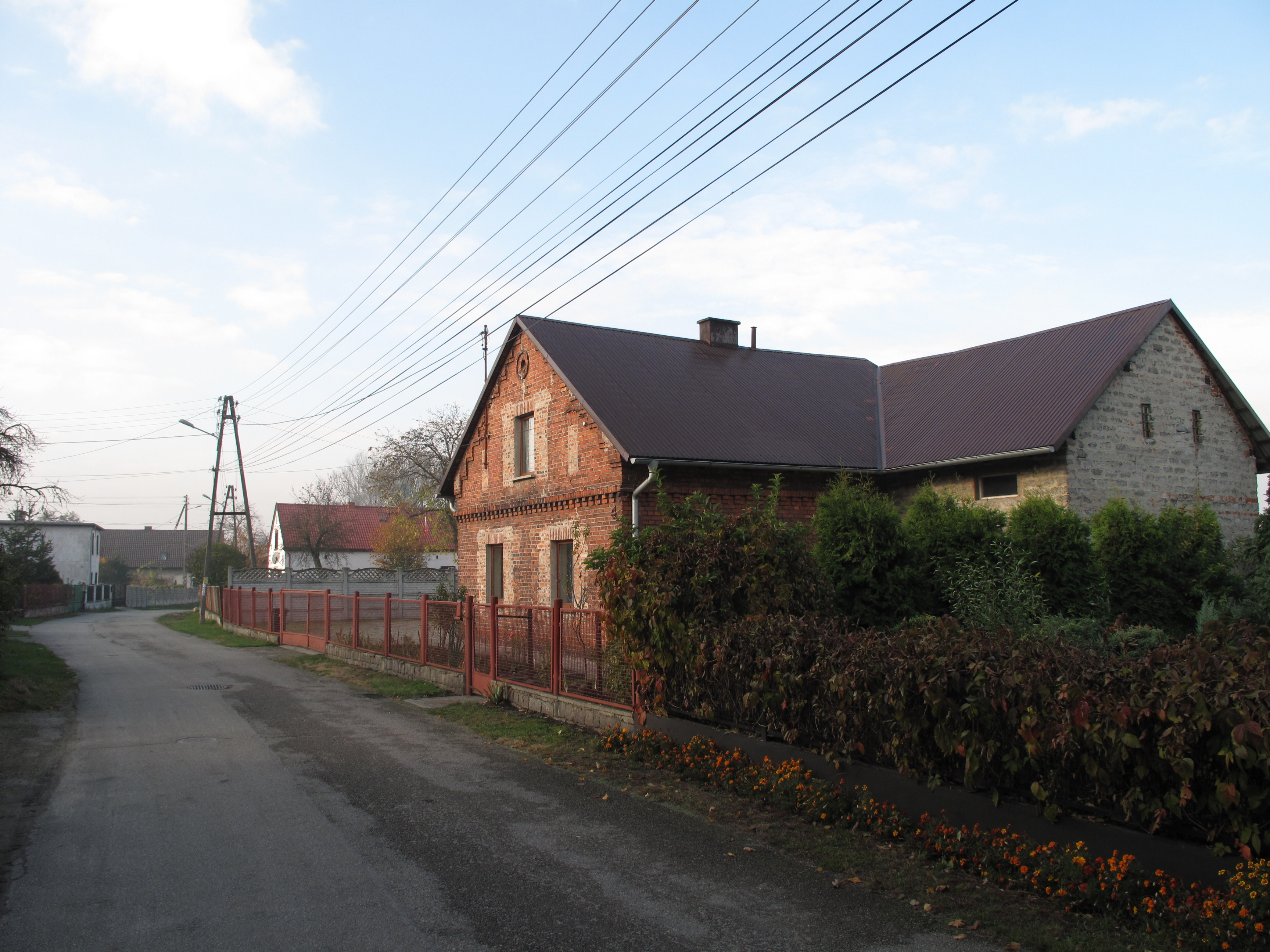
Dom